# Michael Schudack

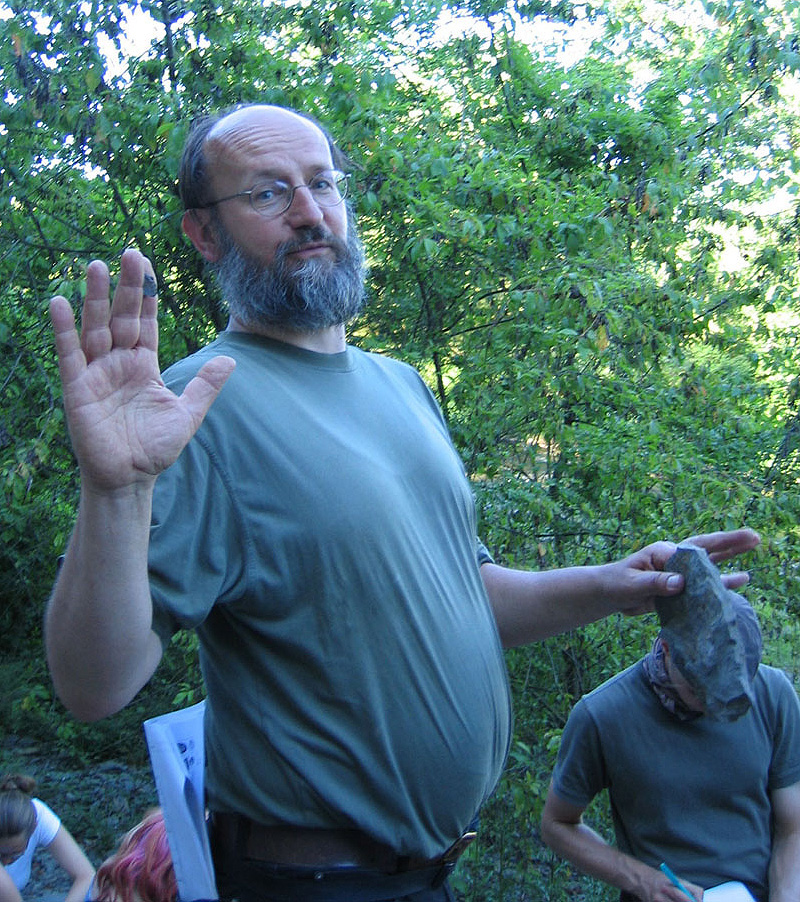
Michael Schudack 2005 auf einer Lehrexkursion

Michael Schudack (* 9. August 1954 in Gelsenkirchen; † 13. Januar 2016 in Berlin) war ein deutscher Geologe und Paläontologe mit Schwerpunkt Mikropaläontologie.

## Werdegang
Schudack studierte an der Ruhr-Universität Bochum Geologie/Paläontologie und erwarb 1979 das Diplom. Im Jahr 1985 wurde er mit dem Thema Die Charophytenflora und fazielle Entwicklung der Grenzschichten mariner Jura/Wealden in den nordwestlichen Iberischen Ketten (im Vergleich zu Asturien und Kantabrien) promoviert. Im Jahr 1988 wechselte er ans Institut für Paläontologie der Freien Universität Berlin, das sich seinerzeit noch in Dahlem befand (heute als Fachrichtung dem Institut für Geologische Wissenschaften untergeordnet und zusammen mit den anderen Instituten des Fachbereichs Geowissenschaften in Lankwitz ansässig). Im Jahr 1993 habilitierte er sich an der FU Berlin mit dem Thema Die Charophyten in Oberjura und Unterkreide Westeuropas mit einer phylogenetischen Analyse der Gesamtgruppe. Von 1995 bis 1998 arbeitete er als wissenschaftlicher Assistent von Hartmut Haubold an der Martin-Luther-Universität in Halle (Saale). Danach kehrte er an die Paläontologie der FU Berlin zurück und stand dort zuletzt im Rang eines akademischen Oberrats.

## Forschungsschwerpunkte
Schudack beschäftigte sich bereits während seiner Zeit in Bochum intensiv mit den fossilen Überresten mesozoischer Charophyten, i. e. S. (Armleuchteralgen). Nach dem Wechsel an die FU Berlin vertiefte er die Forschung auf diesem Gebiet und erlangte durch die Publikation seiner Ergebnisse international Ansehen. So war er von 2001 und 2004 Sekretär der Internationalen Charophytenforschungsgruppe (englisch International Research Group of Charophytes, IRGC).
Ein weiterer Schwerpunkt seiner Arbeit waren mesozoische Ostracoden (Muschelkrebse). Auf diesem Gebiet arbeitete er oft eng mit seiner Ehefrau Ulla zusammen, mit der er seit 1982 verheiratet war. Im Jahr 2005 war er Mitausrichter des in den Räumen des Institutes für Geologische Wissenschaften der FU Berlin abgehaltenen 15. Internationalen Ostracoden-Symposiums und von 2005 bis 2009 war er Sekretär der Internationalen Ostracodenforschungsgruppe (englisch International Research Group on Ostracoda).
Das Fachwissen Schudacks zu diesen beiden nicht nur palökologisch, sondern auch stratigraphisch relevanten Organismengruppen qualifizierte ihn für die Mitgliedschaft in sowohl der deutschen (Sekretär 2004 bis 2007) als auch der internationalen Subkommission für Jura-Stratigraphie. Ferner leistete er Beiträge zur stratigraphischen Stellung der Sedimente bedeutender jurassischer Fossilfundstätten wie Tendaguru in Ostafrika und Guimarota in Portugal sowie Beiträge zur Stratigraphie und Palökologie der dinosaurierführenden Morrison-Formation in Nordamerika.
Insgesamt publizierte Schudack neben mehreren Dutzend Tagungsbeiträgen fast 80 Fachartikel und -aufsätze in deutschen und internationalen wissenschaftlichen Periodika. Zudem beschrieb er, teils als Co-Autor, mehrere fossile Taxa.

## Ehrungen
- Michael Schudack wurde 2015 von der Studentenschaft des Fachbereichs Geowissenschaften der FU Berlin als Bester Hochschullehrer ausgezeichnet.
- Die Martin-Luther-Universität in Halle, an der er nach 1998 noch in gewissem Umfang als Dozent und Betreuer von Abschlussarbeiten tätig war, verlieh ihm 2005 eine Ehrenprofessur.

## Schriften (Auswahl)
- Charophytenflora und fazielle Entwicklung der Grenzschichten mariner Jura/Wealden in den nordwestlichen iberischen Ketten (mit Vergleichen zu Asturien und Kantabrien). Palaeontographica, Abteilung B. Bd. 204, Nr. 1–6, 1987, S. 1–80 (Dissertation).
- Die Charophyten in Oberjura und Unterkreide Westeuropas mit einer phylogenetischen Analyse der Gesamtgruppe. Berliner Geowissenschaftliche Abhandlungen, Reihe E: Paläobiologie. Bd. 8, 1993, S. 1–209 (Habilitationsschrift).
- Charophyten aus dem Kimmeridgium der Kohlengrube Guimarota (Portugal). Mit einer eingehenden Diskussion zur Datierung der Fundstelle. Berliner Geowissenschaftliche Abhandlungen, Reihe E: Paläobiologie. Bd. 9, 1993, S. 211–231
- Neue mikropaläontologische Beiträge (Ostracoda, Charophyta) zum Morrison-Ökosystem. Berliner Geowissenschaftliche Abhandlungen, Reihe E: Paläobiologie. Bd. 16, 1995, S. 389–407
- mit Christine Turner und Fred Peterson: Biostratigraphy, paleoecology, and biogeography of charophytes and ostracodes from the Upper Jurassic Morrison Formation, Western Interior, U.S.A. Modern Geology. Bd. 22, 1998, S. 379–414.
- Some Charophytes from the Middle Dinosaur Member of the Tendaguru Formation (Upper Jurassic of Tanzania). Mitteilungen aus dem Museum für Naturkunde zu Berlin, Geowissenschaftliche Reihe. Bd. 2, 1999, S. 201–205, doi:10.1002/mmng.1999.4860020115 (Open Access).
- Ostracoda (marine/nonmarine) and palaeoclimate history in the Upper Jurassic of Central Europe and North America. Marine Micropaleontology. Bd. 37, Nr. 3–4, 1999, S. 273–288, doi:10.1016/S0377-8398(99)00028-6.
- mit Ulla Schudack als Hauptautorin: Ostracods from the Upper Jurassic (Oxfordian-Tithonian) of southern Germany. Journal of Micropalaeontology. Bd. 19, Nr. 2, 2000, S. 97–112, doi:10.1144/jm.19.2.97.
- Basal Jurassic nonmarine ostracods from the Moenave Formation of St. George, Utah. S. 427–431 in: Jerry D. Harris, Spencer G. Lucas, Justin A. Spielmann, Martin G. Lockley, Andrew R. C. Milner, James I. Kirkland (Hrsg.): The Triassic-Jurassic Terrestrial Transition. New Mexico Museum of Natural History Bulletin. Bd. 37, 2006 (online).
- mit Benjamin Sames (Hauptautor) und Robin Whatley: Praecypridea: a new non-marine ostracod genus from the Jurassic and Early Cretaceous of Europe, North and South America, and Africa. Journal of Micropalaeontology. Bd. 29, Nr. 2, 2010, S. 163–176, doi:10.1144/0262-821X10-015.
- mit Benjamin Sames (Hauptautor) und Richard Cifelli: The nonmarine Lower Cretaceous of the North American Western Interior foreland basin: New biostratigraphic results from ostracod correlations and early mammals, and their implications for paleontology and geology of the basin – An overview. Earth-Science Reviews. Bd. 101, Nr. 3–4, 2010, S. 207–224, doi:10.1016/j.earscirev.2010.05.001 (alternativer Volltextzugriff: ResearchGate).